# Штральзунд (административный округ)
Административный округ Штральзунд, также Штральзундский округ (нем. Regierungsbezirk Stralsund) — административно-территориальная единица второго уровня в Пруссии, существовавшая в 1818—1932 годы. Округ был образован в 1818 году на присоединённой Шведской Померании из-за особого правового положения данной территории. В 1932 году был упразднён и присоединён к соседнему округу Штеттин. Административный центр — город Штральзунд. Сегодня территория бывшего округа расположена в Германии в федеральной земле Мекленбург-Передняя Померания.

## Положение
Округ Штральзунд на севере и востоке омывался Балтийским морем, на юге — граничил с также принадлежащим провинции Померания округом Штеттин, на западе — с суверенными государствами Мекленбург-Шверин и Мекленбург-Штрелиц (в 1934 году объединены в Мекленбург).

## История

Административное устройство провинции Померания, 1913 год:
Адм. округ Штральзунд
Адм. округ Штеттин
Адм. округ Кёслин

В 1815 году по итогам Венского конгресса по окончании освободительных войн Пруссия получила последнюю до сих пор остававшуюся не под контролем Пруссии часть Померании — так называемую Шведскую Померанию, включая Штральзунд и остров Рюген. В 1818 году в Померании, как и во многих других прусских провинциях, были образованы административные округа. Округ Штральзунд территориально совпадал с приобретёнными землями Шведской Померании и являлся самым маленьким по площади округом во всей Пруссии. Создание округа было обусловлено особой правовой ситуацией, связанной с тем, что здесь не действовало ни всеобщее прусское право, ни законы, изданные в период прусских реформ Штейна и Гарденберга. В то же время правовая ситуация в регионе во многом уходила своими корнями во времена шведского господства. Лишь с введением единого всегерманского Гражданского кодекса в 1900 году эта проблема в основном была решена.
В 1820 году в округе были образованы четыре района: Грайфсвальд, Францбург, Гриммен и Рюген. В 1874 году город Штральзунд был выделен из района Францбург в самостоятельный городской округ; в 1913 году внерайонным городом стал также и город Грайфсвальд. В 1925 году администрация района Францбург была переведена в Барт, а в 1928 году район был переименован во Францбург-Барт.
Несмотря на то, что дискуссии о ликвидации округа ввиду его малой площади велись практически с момента его создания, он был упразднён лишь 1 октября 1932 года, при этом его территория была полностью присоединена к соседнему округу Штеттин.
После 1945 года территория бывшего округа Штральзунд осталась в пределах советской зоны оккупации, а затем — в ГДР. После 1952 года регион оказался разделённым между двумя округами ГДР: Росток и Нойбранденбург. Сегодня территория бывшего округа расположена в федеральной земле Мекленбург-Передняя Померания.

## Административное деление
Районы округа Штральзунд с указанием их районных центров:
- Городские районы
  - городской район Штральзунд (выделен в 1873)
  - городской район Грайфсвальд (выделен в 1912)
- Сельские районы
  - сельский район Грайфсвальд, адм. центр — Грайфсвальд
  - район Францбург (с 1928: Францбург-Барт), адм. центр — Францбург, с 1925 — Барт
  - район Гриммен, адм. центр — Гриммен
  - район Рюген, адм. центр. — Берген

## Территория и население
В 1820 году население округа Штральзунд составляло 135 642 человек. В 1850 году в нём проживало 189 669 жителей.
Территория и население округа в 1900 и в 1925 годах:
| Год  | Площадь, км² | Население, чел. | Количество районов | Количество районов |
| Год  | Площадь, км² | Население, чел. | сельских           | городских          |
| ---- | ------------ | --------------- | ------------------ | ------------------ |
| 1900 | 4.010,88     | 216.340         | 4                  | 1                  |
| 1925 | 4.015,00     | 246.941         | 4                  | 2                  |